# أندرسون لوبيز (لاعب كرة قدم)
أندرسون لوبيز (بالهولندية: Anderson López)‏ هو لاعب كرة قدم هولندي، ولد في 25 يناير 1999 في رينكوم في هولندا. لعب مع سيركل بروج.